# Aire d'attraction de Bourg-en-Bresse
L'aire d'attraction de Bourg-en-Bresse est un zonage d'étude défini par l'Insee pour caractériser l’influence de la commune de Bourg-en-Bresse sur les communes environnantes. Publiée en octobre 2020, elle se substitue à l'aire urbaine de Bourg-en-Bresse, qui comportait 67 communes dans le zonage de 2010.

## Définition
L'aire d'attraction d'une ville est composée d’un pôle, défini à partir de critères de population et d’emploi ainsi que d’une couronne constituée des communes dont au moins 15 % des actifs travaillent dans le pôle. Le pôle d’attraction constitue ainsi un point de convergence des déplacements domicile-travail,.

## Géographie
L’aire d'attraction de Bourg-en-Bresse est une aire inter-régionale qui comporte 80 communes : 76 situées dans l'Ain et 4 dans le Jura (Broissia, Val-d'Épy, Montfleur et Thoissia). 

### Carte

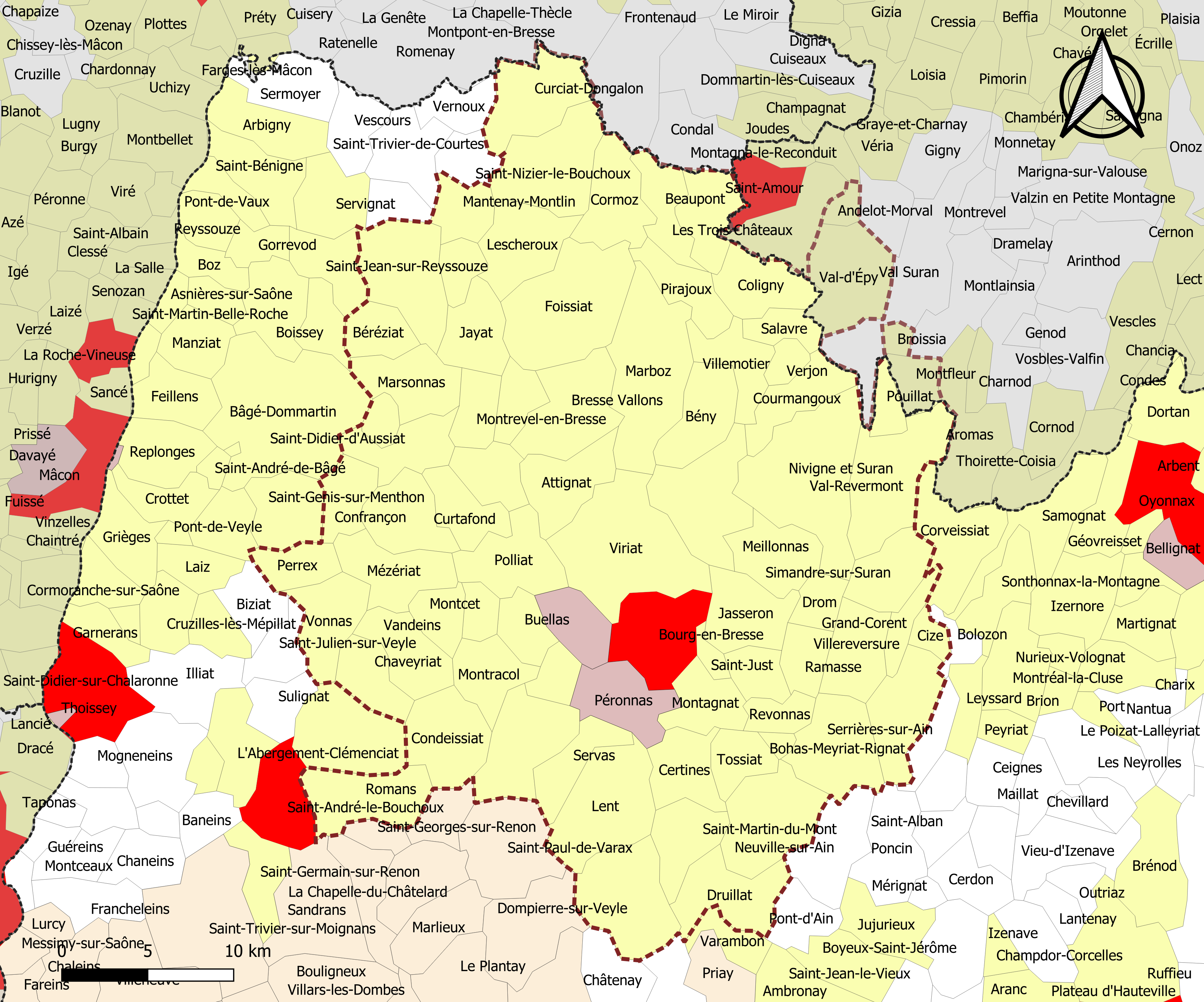
Carte de l'aire d'attraction de Bourg-en-Bresse.
Commune-centre
Commune du pôle principal
Commune de la couronne

### Composition communale
| Catégorie                  | Département | Communes | Communes |
| Catégorie                  | Département | Nombre   | Libellé |
| -------------------------- | ----------- | -------- | --- |
| Commune-centre             | Ain         | 1        | Bourg-en-Bresse. |
| Communes du pôle principal | Ain         | 2        | Péronnas, Saint-Denis-lès-Bourg. |
| Communes de la couronne    | Ain         | 73       | Attignat, Beaupont, Bény, Béréziat, Buellas, Certines, Ceyzériat, Chanoz-Châtenay, Nivigne et Suran, Chaveyriat, Cize, Coligny, Condeissiat, Confrançon, Cormoz, Courmangoux, Bresse Vallons, Curciat-Dongalon, Curtafond, Dompierre-sur-Veyle, Domsure, Drom, Druillat, Foissiat, Grand-Corent, Hautecourt-Romanèche, Jasseron, Jayat, Journans, Lent, Lescheroux, Malafretaz, Mantenay-Montlin, Marboz, Marsonnas, Meillonnas, Bohas-Meyriat-Rignat, Mézériat, Montagnat, Montcet, Montracol, Montrevel-en-Bresse, Perrex, Pirajoux, Polliat, Pouillat, Ramasse, Revonnas, Romans, Saint-André-sur-Vieux-Jonc, Saint-Didier-d'Aussiat, Saint-Étienne-du-Bois, Saint-Genis-sur-Menthon, Saint-Jean-sur-Reyssouze, Saint-Julien-sur-Reyssouze, Saint-Just, Saint-Martin-du-Mont, Saint-Martin-le-Châtel, Saint-Nizier-le-Bouchoux, Saint-Rémy, Saint-Sulpice, Salavre, Servas, Simandre-sur-Suran, Tossiat, La Tranclière, Val-Revermont, Vandeins, Verjon, Villemotier, Villereversure, Viriat, Vonnas. |
| Communes de la couronne    | Jura        | 4        | Broissia, Val-d'Épy, Montfleur, Thoissia. |

## Démographie
Cette aire est catégorisée dans les aires de 50 000 à moins de 200 000 habitants, une catégorie qui regroupe 18,4 % au niveau national.